# 八尾市立志紀中学校
八尾市立志紀中学校（やおしりつ しきちゅうがっこう）は、大阪府八尾市志紀町西にある公立中学校。
南に隣接して八尾空港があり、陸上自衛隊八尾駐屯地のヘリコプターの騒音がひどく、防衛施設周辺の整備等に関する法律（当時）に基づき防衛予算で校舎の防音化工事が行われた。
これは、三重県伊勢市の小俣中学校（陸上自衛隊明野駐屯地近接）に次いで全国2番目の適用であった。

## 沿革
- 1947年4月22日 - 大阪府南河内郡志紀村立中学校として開校。校舎は陸軍航空隊兵舎。
- 1951年3月28日 - 木造平屋校舎完成
- 1956年
  - 1月1日 - 志紀町の町制施行により、志紀町立中学校に改称
  - 5月13日 - 木造2階建校舎完成
- 1957年4月1日 - 志紀町の八尾市への合併に伴い、八尾市立志紀中学校に改称
- 1965年
  - 4月30日 - 養護学級設置（1991年廃止）
  - 7月2日 - プール完成
- 1966年9月15日 - 鉄筋3階建校舎完成
- 1971年3月30日 - 防音工事、鉄筋3階建校舎完成
- 1985年3月25日 - 体育館移転、鉄筋3階建校舎完成
- 2012年4月1日 - 3年生校舎、耐震対策工事開始

## 通学区域
- 八尾市立志紀小学校の通学区域。

八尾市 老原（一部）、東老原1丁目（一部）・東老原2丁目、田井中、志紀町、志紀町西、志紀町南、弓削町、弓削町南、西弓削1丁目・2丁目、西弓削3丁目（一部）、天王寺屋、空港1丁目。

## 交通
- JR関西本線（大和路線） 志紀駅から西へ約600m。
- 近鉄バス 志紀車庫から西へ約300m。
- 近鉄バス 志紀住宅バス停すぐ。

## 関係者

### 出身者
- 六田登 - 漫画家
- 豊川悦司 - 俳優
- PULPS - 4人組ロックバンドグループ、メンバー全員中学の同級生である。